# Ferran
Ferran är en kommun i departementet Aude i regionen Occitanien  i södra Frankrike. Kommunen ligger  i kantonen Alaigne som ligger i arrondissementet Limoux. År 2022 hade Ferran 132 invånare.

## Befolkningsutveckling
Antalet invånare i kommunen Ferran
Referens: INSEE